# Formulă florală
Formula florală are rolul de a exprima printr-o scriere simbolică alcătuirea unei flori. Pentru aceasta se folosesc semne convenționale. Un exemplu de formulă florală este cea pentru genul Ranunculus:
{\displaystyle K_{5}C_{5}A^{\infty }\ }  ๑{\displaystyle G^{\infty }\ }๑-
Literele care se folosesc sunt ințialele termenilor din limba latină ai ciclurilor florale:
K - kalix (caliciu) 
C - corolla (corolă)
P - perigonnum (perigon)
A - androceum (androceu)
G - gineceum - (gineceu)
Lângă fiecare literă în dreapta este localizată o cifră sau mai multe. Acestea reflectă numărul elementelor florale, care intră în componența verticilului respectiv. Pe lângă cifre sunt folosite și simboluri cu rolul de a indica anumite caractere ale florii respective.
Simbolurile folosite sunt:
lipsă simbol - pentru florile hermafrodite;
♂ - pentru florile masculine;
♀ - pentru florile feminine;
* - simetrie actinomorfă;
{\displaystyle \ .|.} - simetrie zigomorfă;
๑ - dispoziție spirociclică;
0 - absența unui verticil;
( ) - concreșterea elementelor florale dintr-un ciclu. Se exprimă prin închiderea simbolurilor acestora în paranteze mici.
[ ] - concreșterea elementelor din verticilii diferite care se marchează prin închderea simbolurilor acestora în paranteze mari;
- (linie orizontală) - prezintă poziția ovarului. În cazul când este pusă deasupra numărului de carpele, indică poziția inferioară a ovarului, iar când este pusă dedesubt indică prezența unui ovar superior iar când simbolul se așază în dreptul numărului de carpele indică un ovar semiinferior.
∞ - indică prezența într-un verticil a unui număr nedeterminat de elemente.

## Vezi și
- Diagramă florală